# Narodni park Nižnjaja Kama
Nacionalni park Nižnjaja Kama (rusko Национальный парк Нижняя Кама; tatarsko Түбән Кама милли паркы; v obeh jezikih Narodni park Spodnja Kama) je narodni park v središču Rusije, v okrožjih Tukajevski in Jelabužski v Tatarstanu. Ustanovljen je bil 20. aprila 1991 za zaščito iglastih (večinoma borovih) gozdov na bregovih reke Kame.

## Lokacija in geografija
Park sestavljajo tri ločene skupine. Dve izmed njih – Mali Bor in Tanajavskaja Dača – sta blizu Jelabuga, na desnem bregu Kame, medtem ko je tretja, Bolšoj Bor, na polotoku na levem bregu Kame, zunaj mesta Naberežnje Čelni. V mejah parka je Kama zajezena v Nižnekamskem rezervoarju. Desni breg reke je visok, z grapami. Znotraj območja je največji pritok Kame reka Tojma. Levi breg Kame je raven. Pod jezom parku pripadajo tudi travniki na desnem bregu.
- Mali Bor
- Pumpjack v narodnem parku Nizhnyaya Kama (blizu vasi Pospelovo)
- Spodnja Kama Jelabuga

## Živalstvo
Med velikimi sesalci, ki so razširjeni v parku, so los, srna, divja svinja, ris, jazbec, evrazijski bober in rakunji pes. Obstaja več vrst netopirjev, med katerimi so nekateri redki. V parku je več kot 190 vrst ptic, 6 vrst plazilcev, 10 vrst dvoživk in 16 vrst rib.

## Rastlinstvo
Območja, ki mejijo na Nižnekamsk rezervoar, so pokrita z gozdom. Kot izolirani sestoji so gozdovi prisotni tudi daleč od obale. Med drevesi so najpogostejši bor (65,4 % gozdne površine), breza (19 %) in trepetlika (6 %). Nekaj gozda je bilo zasajenega.